# Hibbertia cinerea
Hibbertia cinerea är en tvåhjärtbladig växtart som först beskrevs av R. Br och Dc., och fick sitt nu gällande namn av H.R. Toelken. Hibbertia cinerea ingår i släktet Hibbertia och familjen Dilleniaceae. Inga underarter finns listade i Catalogue of Life.